# Gmina Lake (hrabstwo Clay)

Położenie Gminy Lake w hrabstwie Clay

Gmina Lake (ang. Lake Township) – gmina w USA, w stanie Iowa, w hrabstwie Clay. Według danych z 2000 roku gmina miała 240 mieszkańców, a jej powierzchnia wynosi 93,12 km².